# Gesetz zur Schaffung von Arbeitsplätzen
Das Gesetz zur Schaffung von Arbeitsplätzen (indonesisch: UU Cipta Kerja) wurde am 5. Oktober 2020 vom indonesischen Volksvertretungsrat (DPR) mit dem Ziel verabschiedet, Arbeitsplätze zu schaffen und aus- und inländische Investitionen zu erhöhen, indem die regulatorischen Anforderungen für Unternehmensgenehmigungen und Grundstücke gesenkt werden. Aufgrund der Größe und Umfassung vieler unterschiedlicher Gebieten wird es Sammelgesetz (Omnibus law) bezeichnet.
Das Gesetz wurde dahingehend kritisiert, dass es die Arbeitsrechte schädigen und die Entwaldung in Indonesien beschleunigen könnte, da durch das Gesetz Genehmigungen für Unternehmen  nicht mehr erforderlich seien.

## Inhalt

### Staatsfonds
Das Gesetz schreibt die Schaffung einer Investment Management Agency, die einen 75 Billionen Rupien großen Staatsfonds verwalten wird.

### Arbeitsrecht
Das Gesetz schafft z. T. Mindestlohn ab, erlaubt es jedoch Regentschaften und Städten, Mindestlöhne nach einer Formel festzulegen, die auf Inflation oder Wirtschaftswachstum basiert.

### Besteuerung
Die Körperschaftsteuer wird schrittweise von derzeit 25 % auf 22 % (ab 2022) und schließlich auf 20 % (ab 2025) gesenkt.

## Proteste

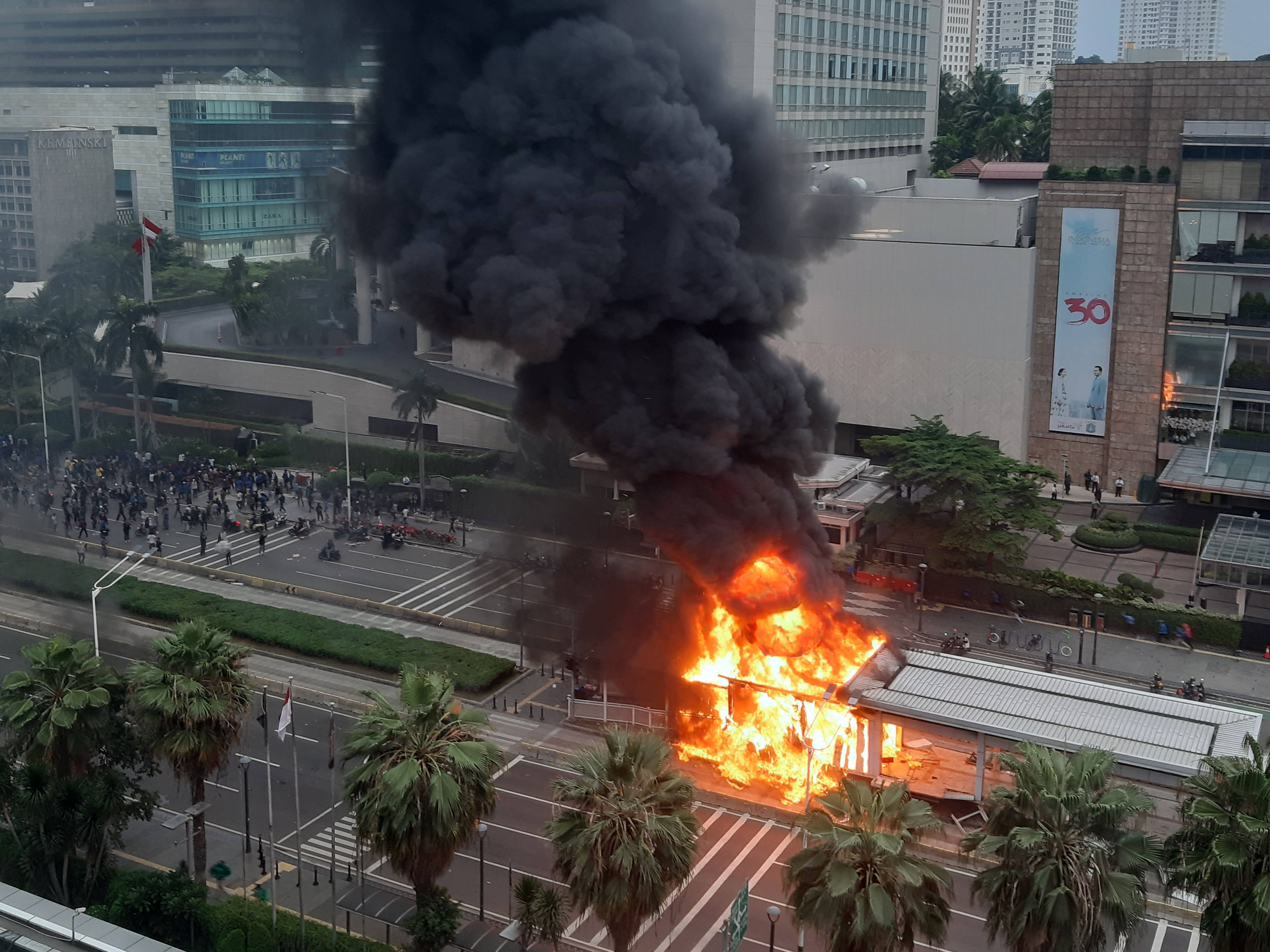
Inbrandsetzung des Busbahnhofes Bundaran HI während eines Protestes am 8. Oktober 2020. 11 TransJakarta-Bushaltestellen wurden ebenfalls beschädigt.

Seit Februar 2020 fanden in Indonesien zahlreiche Proteste vor allem vor Gebäuden des DPRD statt. Die meisten Proteste verliefen friedlich, andere wurden gewalttätig und verursachten die Zerstörung von Gebäuden sowie Todesfälle und Verhaftungen.